# Ketting Kirke
Ketting Kirke i Sønderborg Provsti og Haderslev Stift er en kirke fra ca. 1160 midt i landsbyen Ketting på Als. Det 17 meter høje og 13 meter brede tårn er bygget i romansk stil omkring 1160. I den første tid blev tårnet brugt som som tilflugtsrum og fæstning.
Kirken har oprindeligt haft et romansk skib, som i 1773 blev erstattet med det nuværende langhus med fladt træloft. Kirken blev 1851 til 1854 anvendt som krudtmagasin. Efter 1854 blev kirken restaureret og de oprindelige små vinduer blev udskiftet med store jernvinduer. Kirken blev pudset og kalket i 1867. Taget på skibet er blevet fornyet i år 2000.
I våbenhuset kan man mod vest se en lukket stol fra 1773, som sandsynligvis er blevet anvendt af kirkegangskonerne dvs. kvinder, der har barslet, disse skulle efter fødslen "læses ind" i kirken af præsten.
Alteret er formodentlig muret op sammen med kirken i 1773, det er beklædt med træ på de tre sider og har et indbygget skab med en jernlåge på bagsiden. Altertavlen er fra 1743. 1788 fik den det nuværende maleri. 1991 blev alteret restaureret, og sidefløjene, der i mange år havde ligget på kirkens loft blev igen monteret og "Troen og Håbet" fik igen deres plads øverst på alteret. Til venstre for alteret er der 5 figurer. Figuren til højre er Maria, de øvrige 4 er disciple.
Altertavlen med Maria med barnet fra begyndelsen af 1500 tallet som hænger på nordvæggen, er en del af det tidligere katolske alter. Den er restaureret i 1948 og restaureret og rengjort i 1991.
Døbefonten er fra 1772 udført af snedker Peter Hansen. Dåbsfadet er fra ca. 1575 og er et sydtysk arbejde, kirken fik skænket fadet af hofmester Munk til Gammelgaard i 1669.
Krucifikset fra omkring 1300. Sidefigurerne fra fra det 15 århundrede er Jomfru Maria og Johannes Døberen. Figurene blev efter restaureringen i 1991 sat op på hver sin side af krucifikset
Kirkeskibet er oprindelig bygget mellem 1770 og 1780 af styrmand Christian Thomsen i Ketting. I 1855 blev det istandsat og hang i kirken indtil omkring 1980, hvorefter det på grund af manglende vedligeholdelse blev taget ned og sat på kirkeloftet. I 2000 begyndte Jens Markussen at bygge et nyt skrog og montere de dele som kunne genbruges, og søndag den 18. februar 2007 blev det nye skib indviet. Sagkyndige mener at kirkeskibet er en model af orlogsskibet Norske Løve fra 1666.
Prædikestolen fra 1571 fra ungrenæssancen, er udført af den samme snedker, som har skåret prædikestolen i Notmark Kirke.
Orglet fra 1878 er oprindelig bygget af Ph. Furthwägler & Söhne i Elze ved Hannover og ombygget af Marcussen & Søn i 1958.
Kirkeklokkerne. Den mindste er 90 cm i diameter og er fra midten af 1300 tallet.
Under den 1. Verdenskrig blev beslaglagt af tyskerne til brug i våbenindustrien, men den aldring længere end til Sønderborg, hvorfra den igen kom retur til Ketting. Det påmalede navnetræk "Ketting Kirche" minder om hændelsen.
Den 126 cm store og 1 tons tunge klokke er fra 1554 og støbt af klokkestøberen Gert van Mervelt. (død 16. oktober 1558 i Flensborg).
Klokkeringningen foregår i nutiden ved at åbningen af lugerne er automatiseret og via snoretræk fra våbenhuset.
- Alteret
- Orglet
- Krucifikset fra ca. 1300
- Jomfru Maria med barnet
- Kirkeskibet Norske Løve